# Massimo Busacca
Massimo Busacca (* 6. Februar 1969 in Bellinzona) ist ein ehemaliger Schweizer Fussballschiedsrichter.

## Karriere
Busacca wohnt in Monte Carasso bei Bellinzona. Der Geschäftseigentümer, dessen Heimatverein der US Monte Carasso ist, war von 1996 bis 2011 Schiedsrichter der höchsten Schweizer Spielklasse, der Axpo Super League (bis 2003 Nationalliga A). Seit 1998 war er FIFA-Schiedsrichter. Busacca leitete an der Fussball-Weltmeisterschaft 2006 in Deutschland mit den Assistenten Matthias Arnet und Francesco Buragina drei Spiele. Bei der Fussball-Europameisterschaft 2008 in Österreich/Schweiz leitete er zwei Vorrundenspiele und den Halbfinal Deutschland – Türkei. Hier unterstützten ihn die Assistenten Matthias Arnet und Stéphane Cuhat. 2009 leitete er das Finalspiel der Champions League.
Am 20. September 2009 reagierte er während der Leitung des Cupspiels zwischen dem FC Baden und den Young Boys Bern auf Schmährufe von Berner Fans mit dem Stinkefinger und wurde dafür drei Spielrunden gesperrt. Trotzdem wurde er von der IFFHS als Welt-Schiedsrichter 2009 ausgezeichnet. Die Auszeichnung zum Schweizer «Schiedsrichter des Jahres» erhielt Busacca von 2005 bis 2010 sechs Mal in Folge. An der Fussball-Weltmeisterschaft 2010 in Südafrika kam er nur in einem Vorrundenspiel der Gastgebermannschaft zum Einsatz.
Am 13. Juli 2011 gab er seinen Rücktritt als FIFA-Schiedsrichter bekannt und übernahm anschliessend die Leitung der FIFA-Schiedsrichterabteilung.

## Einsätze bei wichtigen Spielen

### UEFA-Cupwettbewerbe
- UEFA Champions League 2002 Final:  Real Madrid –  Bayer 04 Leverkusen (als vierter Offizieller)
- UEFA-Cup 2007 Final:  FC Sevilla –  Espanyol Barcelona
- UEFA Champions League 2008 Halbfinal:  FC Barcelona –  Manchester United
- UEFA Champions League 2009 Final:  FC Barcelona –  Manchester United
- UEFA Champions League 2010 Halbfinal:  Olympique Lyon –  FC Bayern München
- UEFA Super Cup 2010:  Inter Mailand –  Atlético Madrid

### Welt- und Europameisterschaften
- Fussball-Weltmeisterschaft 2006 in Deutschland (3 Einsätze):

| Phase        | Datum         | Spielort | Heimmannschaft | Gastmannschaft | Ergebnis        |
| ------------ | ------------- | -------- | -------------- | -------------- | --------------- |
| Gruppenphase | 14. Juni 2006 | Leipzig  | Spanien        | Ukraine        | 4:0 (2:0)       |
| Gruppenphase | 20. Juni 2006 | Köln     | Schweden       | England        | 2:2 (0:1)       |
| Achtelfinal  | 24. Juni 2006 | Leipzig  | Argentinien    | Mexiko         | 2:1 n. V. (1:1) |

- Fussball-Europameisterschaft 2008 in Österreich und der Schweiz (3 Einsätze):

| Phase        | Datum         | Spielort | Heimmannschaft | Gastmannschaft | Ergebnis  |
| ------------ | ------------- | -------- | -------------- | -------------- | --------- |
| Gruppenphase | 10. Juni 2008 | Salzburg | Griechenland   | Schweden       | 0:2 (0:0) |
| Gruppenphase | 17. Juni 2008 | Bern     | Niederlande    | Rumänien       | 2:0 (0:0) |
| Halbfinal    | 25. Juni 2008 | Basel    | Deutschland    | Türkei         | 3:2 (1:1) |

- Fussball-Weltmeisterschaft 2010 in Südafrika (1 Einsatz):

| Phase        | Datum         | Spielort | Heimmannschaft | Gastmannschaft | Ergebnis  |
| ------------ | ------------- | -------- | -------------- | -------------- | --------- |
| Gruppenphase | 16. Juni 2010 | Pretoria | Südafrika      | Uruguay        | 0:3 (0:1) |